# Игор Хинић
Игор Хинић (Ријека, 4. децембар 1975) је хрватски ватерполиста. Члан је ВК Младост Загреб. Игра на позицији центра. Наступио је за хрватску ватерполо репрезентацију 269 пута, а дебитантски наступ имао је 1994. Освојио је сребро на Олимпијским играма 1996. у Атланти, две сребрне медаље на Европским првенствима 1999. у Фиренци и 2003. у Крању и златну медаљу на Светском првенству 2007. у Мелбурну. Учествовао је и на Олимпијским играма 2000, 2004. и 2008.